# Niderviller
 Niderviller  es una comuna        y población de Francia, en la región de Lorena, departamento de Mosela, en el distrito y cantón de Sarrebourg.
Su población en el censo de 1999 era de 1.069 habitantes.
Está integrada en la Communauté de communes de la Vallée de la Bièvre .

## Demografía
| 881 | 898 | 1010 | 1140 | 1072 | 1069 |
| Para los censos de 1962 a 1999 la población legal corresponde a la población sin duplicidades (Fuente: INSEE [Consultar]) |     |      |      |      |      |

- Datos: Q22205
- Multimedia: Niderviller / Q22205

1. ↑  Worldpostalcodes.org, código postal n.º 57565.
2. ↑  INSEE, Datos de población para el año 2012 de Niderviller (en francés).